# Lombardía (Michoacán)
Lombardía es una pequeña ciudad en el centro montuoso de México, a unos 109 km al suroeste de la capital mexicana. Es la cabecera municipal del municipio de Gabriel Zamora.

## Datos
La localidad de Lombardía está situado en el municipio de Gabriel Zamora (en el estado de Michoacán de Ocampo). Tiene 12 309 habitantes. Lombardía está a 640 metros de altitud.
La localidad fue fundada por colonos italianos en el siglo XIX, pero actualmente son muy pocos los habitantes de origen italiano.

## Historia
El italiano Dante Cusi compró en 1903 la Hacienda de La Zanja, que después llamó «Lombardía». Esta hacienda tenía una extensión de veintiocho mil hectáreas, que compró en 140 000 pesos. Sus límites eran los ríos Marqués, al oeste, y el Parota-Cajones, al este y al sur.
Esta Hacienda al comprarla era un paraje desértico y escasamente poblado en el cual no crecía nada. En 1909 los Cusi liderados y financiados por Don Dante compraron a la familia Velasco, de La Piedad, la Hacienda Ojo de Agua de la Cueva, de 35 000 hectáreas, con un valor de 300 000 pesos, a la cual llamaron Nueva Italia. Estas 2 haciendas sumaban una extensión de 63 000 hectáreas de las cuales 30 000 tenían sistema de riego, cultivando sólo la séptima parte (el resto se usaba para potreros, limoneros, y otro tipo de huertas).
Luego de fundar las haciendas La Lombardía y la Nueva Italia en Michoacán, Cusi las hizo interconectar por su propio servicio de ferrocarril (traído pieza por pieza por él y por sus hijos de Alemania). Ambas haciendas eran para su época muy modernas: contaban con servicio médico propio y con molinos movidos por la fuerza del agua para procesar el arrozdas también traídos de Alemania compradas a Johansen Felix y Cía, empresa especializada en maquinaria moderna de campo y Compañía hermana de Beick Felix y Cía / Droguerías La Palma, con maquinaria moderna, talleres y empacadoras de arroz. Además tenían 11 escuelas para los hijos de los trabajadores, iglesia, jardines y rastro higiénico para procesar carnes.[cita requerida]
Ambas haciendas estaban consideradas entre las 10 más productivas y modernas en toda Latinoamérica en su época.[cita requerida] Al fundar «La Lombardía» Dante Cusi construyó un sistema de riego único en el continente americano que incluía unos sifones colocados sobre el río del Marquez y un sistema de sifones gemelos entre la Lombardía y la Nueva Italia. Obras muy osadas y atrevidas en su época ubicadas en dos profundas barrancas para poder abastecer los llanos de agua y poderse dedicar al cultivo del arroz a gran escala.
Después de la Primera Guerra Mundial, con los colonos italianos que Dante Cusi había traído a su hacienda, Lombardía ya se había convertido en una pequeña ciudad-aldea de 1000 habitantes.
En los años de la Segunda Guerra Mundial, la producción agrícola (especialmente de arroz) del área de Lombardía se convirtió en exportaciones a los Estados Unidos que dieron mucha riqueza a toda la comunidad. Pero alrededor de 1960, empezó una crisis que dañó la economía local: desde entonces la ciudad ha quedado en un nivel de simple sobrevivencia y actualmente registra una reducida emigración.

## Fiestas, danzas y tradiciones
Cada año se conmemora el inicio de la Independencia Nacional con un desfile cívico el día 16 de septiembre y actos cívicos el 13 y el 15 del mismo mes. El 12 de diciembre hay peregrinaciones en las cuales los niños y jóvenes se visten de «guaches», se organizan tianguis y bailes, hay bandas de música y quema de castillos.

## Música
Como es característica de los pueblos de tierra caliente, la música tradicional del municipio son los conjuntos rancheros de los sones terracalenteños con arpa, violines, guitarras y guitarrones.

## Demografía
Según datos del Instituto Nacional de Estadística y Geografía en el Censo General de Población y Vivienda de 2020, Lombardía cuenta con una población de 12 309 habitantes, de los cuales 5 972 son hombres y 6 337 son mujeres. Por su población es la 39° localidad más poblada de Michoacán.

### Población de Lombardía 1930-2020[5]
| Gráfica de evolución demográfica de Lombardía entre 1930 y 2020                                   |
|                                                                                                   |
| Población de los censos del Instituto Nacional de Estadística y Geografía (INEGI) de 1930 a 2020. |

## Gastronomía
Alimentos: morisqueta, platillo típico por excelencia; cecina de res, birria de chivo, uchepo de elote (maíz tierno), corundas, toqueras y mole ranchero.

## Hermanamientos
La ciudad de Lombardía está hermanada con las siguientes ciudades:
- Ecuador: Santo Domingo (2009)[6]
- Trinidad y Tobago: San Fernando (2009)[6]
- Cuba: Matanzas (2010)[7][8][9]